# Ahmad Hasan Ahmad Muhammad
Ahmad Hasan Ahmad Muhammad (arab. أحمد حسن أحمد محمد ;ur. 22 sierpnia 1997) – egipski zapaśnik walczący w obu stylach. Srebrny medalista mistrzostw Afryki w 2017. Mistrz Afryki juniorów w 2016 i 2017 roku.